# Cortegada
Cortegada település Spanyolországban, Ourense tartományban. Cortegada Ribadavia, A Arnoia, Gomesende, Pontedeva és Crecente községekkel határos. Lakosainak száma 1024 fő (2024).

## Népesség
A település népessége az elmúlt években az alábbi módon változott:
| Lakosok száma | 1462 | 1407 | 1328 | 1344 | 1277 | 1191 | 1125 | 1085 | 1036 | 1024 |
|               | 2001 | 2004 | 2007 | 2009 | 2012 | 2014 | 2017 | 2019 | 2022 | 2024 |